# Frederik Vesti
Frederik Vesti (ur. 13 stycznia 2002 w Vejle) – duński kierowca wyścigowy. Mistrz Formula Regional European Championship w 2019 roku. Od 2021 roku członek Mercedes Junior Team. W 2023 roku kierowca Formuły 2 w zespole Prema Racing.

## Wyniki
| Legenda oznaczeń w tabelach wyników Wyświetl szablon na nowej stronie | Legenda oznaczeń w tabelach wyników Wyświetl szablon na nowej stronie                                                                     |
| Oznaczenie                                                            | Wyjaśnienie |
| --------------------------------------------------------------------- | --- |
| Złoty                                                                 | Zwycięzca lub mistrzostwo |
| Srebrny                                                               | 2. miejsce lub wicemistrzostwo |
| Brązowy                                                               | 3. miejsce lub II wicemistrzostwo |
| Zielony                                                               | Ukończył, punktował (w klasyfikacji generalnej, gdy zdobył co najmniej jeden punkt na przestrzeni sezonu, poza trzema powyższymi opcjami) |
| Niebieski                                                             | Ukończył, nie punktował (w klasyfikacji generalnej, gdy nie zdobył co najmniej jednego punktu na przestrzeni sezonu)                      |
| Czerwony                                                              | Nie zakwalifikował się (NZ) |
| Czerwony                                                              | Nie prekwalifikował się (NPK) |
| Różowy                                                                | Nie ukończył (NU) |
| Różowy                                                                | Niesklasyfikowany (NS) (w klasyfikacji generalnej, gdy nie został sklasyfikowany w żadnym wyścigu sezonu)                                 |
| Czarny                                                                | Zdyskwalifikowany (DK) |
| Czarny                                                                | Wykluczony (WYK/EX) |
| Biały                                                                 | Nie wystartował (NW) |
| Biały                                                                 | Kontuzjowany (K/INJ) |
| Biały                                                                 | Wyścig odwołany (OD/C) |
| Bez koloru                                                            | Został wycofany (WYC/WD) |
| Bez koloru                                                            | Nie przybył (NP/DNA) |
| Bez koloru                                                            | Nie brał udziału w treningach (NT/DNP) |
| Bez koloru                                                            | Nie został zgłoszony (–) |
| Pogrubienie                                                           | Start z pole position |
| Kursywa                                                               | Najszybsze okrążenie wyścigu |
| †                                                                     | Nie ukończył, ale jego rezultat został zaliczony ze względu na przejechanie więcej niż 90% dystansu wyścigu.                              |
| *                                                                     | Sezon w trakcie |
| 1/2/3                                                                 | Punktowana pozycja w sprincie kwalifikacyjnym                                                                                             |
| Lista systemów punktacji Formuły 1                                    | |

### Podsumowanie
| Sezon | Seria                                  | Zespół                       | Starty | P1 | PP | NO | Podia | Punkty | Pozycja |
| ----- | -------------------------------------- | ---------------------------- | ------ | -- | -- | -- | ----- | ------ | ------- |
| 2016  | Duńska Formuła Ford                    | Vesti Höyer Motorsport       | 20     | 2  | 0  | 1  | 8     | 254    | 4       |
| 2017  | Niemiecka Formuła 4                    | Van Amersfoort Racing        | 21     | 1  | 0  | 2  | 3     | 113    | 7       |
| 2017  | Duńska Formuła 4                       | Vesti Motorsport             | 15     | 8  | 5  | 5  | 15    | 320    | 2       |
| 2017  | Amerykańska Formuła 4                  | Global Racing Group          | 2      | 0  | 0  | 0  | 0     | 1      | 29      |
| 2018  | Niemiecka Formuła 4                    | Van Amersfoort Racing        | 21     | 2  | 1  | 3  | 8     | 211    | 4       |
| 2018  | Włoska Formuła 4                       | Van Amersfoort Racing        | 3      | 2  | 1  | 1  | 3     | 68     | 10      |
| 2018  | Europejska Formuła 3                   | Van Amersfoort Racing        | 3      | 0  | 0  | 0  | 0     | 0      | NS†     |
| 2018  | Grand Prix Makau                       | Van Amersfoort Racing        | 1      | 0  | 0  | 0  | 0     | n.d.   | 15      |
| 2019  | Formula Regional European Championship | Prema Powerteam              | 24     | 13 | 10 | 9  | 20    | 467    | 1       |
| 2019  | Grand Prix Makau                       | SJM Theodore Racing by Prema | 1      | 0  | 0  | 0  | 0     | n.d.   | 10      |
| 2020  | Formuła 3                              | Prema Powerteam              | 18     | 3  | 1  | 2  | 4     | 146,5  | 4       |
| 2021  | Formuła 3                              | ART Grand Prix               | 20     | 1  | 1  | 0  | 5     | 138    | 4       |
| 2022  | Formuła 2                              | ART Grand Prix               | 28     | 1  | 1  | 1  | 5     | 117    | 9       |
| 2023  | Formuła 2                              | Prema Racing                 | 25     | 6  | 1  | 1  | 10    | 192    | 2       |

† – Kierowca nie był zaliczany do klasyfikacji.

### Europejska Formuła 3
| Rok  | Zespół                | Wyniki w poszczególnych eliminacjach | Wyniki w poszczególnych eliminacjach | Wyniki w poszczególnych eliminacjach | Wyniki w poszczególnych eliminacjach | Wyniki w poszczególnych eliminacjach | Wyniki w poszczególnych eliminacjach | Wyniki w poszczególnych eliminacjach | Wyniki w poszczególnych eliminacjach | Wyniki w poszczególnych eliminacjach | Wyniki w poszczególnych eliminacjach | Wyniki w poszczególnych eliminacjach | Wyniki w poszczególnych eliminacjach | Wyniki w poszczególnych eliminacjach | Wyniki w poszczególnych eliminacjach | Wyniki w poszczególnych eliminacjach | Wyniki w poszczególnych eliminacjach | Wyniki w poszczególnych eliminacjach | Wyniki w poszczególnych eliminacjach | Wyniki w poszczególnych eliminacjach | Wyniki w poszczególnych eliminacjach | Wyniki w poszczególnych eliminacjach | Wyniki w poszczególnych eliminacjach | Wyniki w poszczególnych eliminacjach | Wyniki w poszczególnych eliminacjach | Wyniki w poszczególnych eliminacjach | Wyniki w poszczególnych eliminacjach | Wyniki w poszczególnych eliminacjach | Wyniki w poszczególnych eliminacjach | Wyniki w poszczególnych eliminacjach | Wyniki w poszczególnych eliminacjach | Punkty | Pozycja |
| ---- | --------------------- | ------------------------------------ | ------------------------------------ | ------------------------------------ | ------------------------------------ | ------------------------------------ | ------------------------------------ | ------------------------------------ | ------------------------------------ | ------------------------------------ | ------------------------------------ | ------------------------------------ | ------------------------------------ | ------------------------------------ | ------------------------------------ | ------------------------------------ | ------------------------------------ | ------------------------------------ | ------------------------------------ | ------------------------------------ | ------------------------------------ | ------------------------------------ | ------------------------------------ | ------------------------------------ | ------------------------------------ | ------------------------------------ | ------------------------------------ | ------------------------------------ | ------------------------------------ | ------------------------------------ | ------------------------------------ | ------ | ------- |
| 2018 | Prema Theodore Racing | PAU                                  | PAU                                  | PAU                                  | HUN                                  | HUN                                  | HUN                                  | NOR                                  | NOR                                  | NOR                                  | ZAN                                  | ZAN                                  | ZAN                                  | SPA                                  | SPA                                  | SPA                                  | SIL                                  | SIL                                  | SIL                                  | MIS                                  | MIS                                  | MIS                                  | NÜR                                  | NÜR                                  | NÜR                                  | RBR                                  | RBR                                  | RBR                                  | HOC                                  | HOC                                  | HOC                                  | 0      | NS†     |
| 2018 | Prema Theodore Racing | –                                    | –                                    | –                                    | –                                    | –                                    | –                                    | –                                    | –                                    | –                                    | –                                    | –                                    | –                                    | –                                    | –                                    | –                                    | –                                    | –                                    | –                                    | –                                    | –                                    | –                                    | –                                    | –                                    | –                                    | –                                    | –                                    | –                                    | 10                                   | 20                                   | 14                                   | 0      | NS†     |

† – Kierowca nie był zaliczany do klasyfikacji.

### Formula Regional European Championship
| Rok  | Zespół          | Wyniki w poszczególnych eliminacjach | Wyniki w poszczególnych eliminacjach | Wyniki w poszczególnych eliminacjach | Wyniki w poszczególnych eliminacjach | Wyniki w poszczególnych eliminacjach | Wyniki w poszczególnych eliminacjach | Wyniki w poszczególnych eliminacjach | Wyniki w poszczególnych eliminacjach | Wyniki w poszczególnych eliminacjach | Wyniki w poszczególnych eliminacjach | Wyniki w poszczególnych eliminacjach | Wyniki w poszczególnych eliminacjach | Wyniki w poszczególnych eliminacjach | Wyniki w poszczególnych eliminacjach | Wyniki w poszczególnych eliminacjach | Wyniki w poszczególnych eliminacjach | Wyniki w poszczególnych eliminacjach | Wyniki w poszczególnych eliminacjach | Wyniki w poszczególnych eliminacjach | Wyniki w poszczególnych eliminacjach | Wyniki w poszczególnych eliminacjach | Wyniki w poszczególnych eliminacjach | Wyniki w poszczególnych eliminacjach | Wyniki w poszczególnych eliminacjach | Wyniki w poszczególnych eliminacjach | Punkty | Pozycja |
| ---- | --------------- | ------------------------------------ | ------------------------------------ | ------------------------------------ | ------------------------------------ | ------------------------------------ | ------------------------------------ | ------------------------------------ | ------------------------------------ | ------------------------------------ | ------------------------------------ | ------------------------------------ | ------------------------------------ | ------------------------------------ | ------------------------------------ | ------------------------------------ | ------------------------------------ | ------------------------------------ | ------------------------------------ | ------------------------------------ | ------------------------------------ | ------------------------------------ | ------------------------------------ | ------------------------------------ | ------------------------------------ | ------------------------------------ | ------ | ------- |
| 2019 | Prema Powerteam | LEC                                  | LEC                                  | LEC                                  | VAL                                  | VAL                                  | VAL                                  | HUN                                  | HUN                                  | HUN                                  | RBR                                  | RBR                                  | RBR                                  | IMO                                  | IMO                                  | IMO                                  | IMO                                  | CAT                                  | CAT                                  | CAT                                  | MUG                                  | MUG                                  | MUG                                  | MNZ                                  | MNZ                                  | MNZ                                  | 467    | 1       |
| 2019 | Prema Powerteam | 1                                    | 2                                    | 1                                    | 5                                    | 1                                    | OD                                   | 1                                    | 1                                    | 1                                    | 1                                    | 1                                    | 3                                    | 3                                    | 1                                    | 3                                    | 6                                    | 1                                    | 3                                    | 10                                   | 1                                    | 1                                    | 4                                    | 2                                    | 3                                    | 1                                    | 467    | 1       |

### Formuła 3
| Rok  | Zespół          | Wyniki w poszczególnych eliminacjach | Wyniki w poszczególnych eliminacjach | Wyniki w poszczególnych eliminacjach | Wyniki w poszczególnych eliminacjach | Wyniki w poszczególnych eliminacjach | Wyniki w poszczególnych eliminacjach | Wyniki w poszczególnych eliminacjach | Wyniki w poszczególnych eliminacjach | Wyniki w poszczególnych eliminacjach | Wyniki w poszczególnych eliminacjach | Wyniki w poszczególnych eliminacjach | Wyniki w poszczególnych eliminacjach | Wyniki w poszczególnych eliminacjach | Wyniki w poszczególnych eliminacjach | Wyniki w poszczególnych eliminacjach | Wyniki w poszczególnych eliminacjach | Wyniki w poszczególnych eliminacjach | Wyniki w poszczególnych eliminacjach | Wyniki w poszczególnych eliminacjach | Wyniki w poszczególnych eliminacjach | Wyniki w poszczególnych eliminacjach | Punkty | Pozycja |
| ---- | --------------- | ------------------------------------ | ------------------------------------ | ------------------------------------ | ------------------------------------ | ------------------------------------ | ------------------------------------ | ------------------------------------ | ------------------------------------ | ------------------------------------ | ------------------------------------ | ------------------------------------ | ------------------------------------ | ------------------------------------ | ------------------------------------ | ------------------------------------ | ------------------------------------ | ------------------------------------ | ------------------------------------ | ------------------------------------ | ------------------------------------ | ------------------------------------ | ------ | ------- |
| 2020 | Prema Powerteam | RBR                                  | RBR                                  | RBR                                  | RBR                                  | HUN                                  | HUN                                  | SIL                                  | SIL                                  | SIL                                  | SIL                                  | CAT                                  | CAT                                  | SPA                                  | SPA                                  | MNZ                                  | MNZ                                  | MUG                                  | MUG                                  |                                      |                                      |                                      | 146,5  | 4       |
| 2020 | Prema Powerteam | 4                                    | 6                                    | 1                                    | 8                                    | NU                                   | NU                                   | 5                                    | 4                                    | 4                                    | 8                                    | NU                                   | 21                                   | 6                                    | 2                                    | 1                                    | 23†                                  | 1                                    | 9                                    |                                      |                                      |                                      | 146,5  | 4       |
| 2021 | ART Grand Prix  | CAT                                  | CAT                                  | CAT                                  | LEC                                  | LEC                                  | LEC                                  | RBR                                  | RBR                                  | RBR                                  | HUN                                  | HUN                                  | HUN                                  | SPA                                  | SPA                                  | SPA                                  | ZAN                                  | ZAN                                  | ZAN                                  | SOC                                  | SOC                                  | SOC                                  | 138    | 4       |
| 2021 | ART Grand Prix  | 7                                    | 3                                    | 7                                    | 15                                   | 10                                   | 6                                    | 7                                    | 2                                    | 1                                    | NU                                   | 16                                   | 7                                    | 4                                    | 6                                    | 6                                    | 9                                    | 3                                    | 8                                    | 8                                    | OD                                   | 2                                    | 138    | 4       |

### Formuła 2
| Rok  | Zespół         | Wyniki w poszczególnych eliminacjach | Wyniki w poszczególnych eliminacjach | Wyniki w poszczególnych eliminacjach | Wyniki w poszczególnych eliminacjach | Wyniki w poszczególnych eliminacjach | Wyniki w poszczególnych eliminacjach | Wyniki w poszczególnych eliminacjach | Wyniki w poszczególnych eliminacjach | Wyniki w poszczególnych eliminacjach | Wyniki w poszczególnych eliminacjach | Wyniki w poszczególnych eliminacjach | Wyniki w poszczególnych eliminacjach | Wyniki w poszczególnych eliminacjach | Wyniki w poszczególnych eliminacjach | Wyniki w poszczególnych eliminacjach | Wyniki w poszczególnych eliminacjach | Wyniki w poszczególnych eliminacjach | Wyniki w poszczególnych eliminacjach | Wyniki w poszczególnych eliminacjach | Wyniki w poszczególnych eliminacjach | Wyniki w poszczególnych eliminacjach | Wyniki w poszczególnych eliminacjach | Wyniki w poszczególnych eliminacjach | Wyniki w poszczególnych eliminacjach | Wyniki w poszczególnych eliminacjach | Wyniki w poszczególnych eliminacjach | Wyniki w poszczególnych eliminacjach | Wyniki w poszczególnych eliminacjach | Punkty | Pozycja |
| ---- | -------------- | ------------------------------------ | ------------------------------------ | ------------------------------------ | ------------------------------------ | ------------------------------------ | ------------------------------------ | ------------------------------------ | ------------------------------------ | ------------------------------------ | ------------------------------------ | ------------------------------------ | ------------------------------------ | ------------------------------------ | ------------------------------------ | ------------------------------------ | ------------------------------------ | ------------------------------------ | ------------------------------------ | ------------------------------------ | ------------------------------------ | ------------------------------------ | ------------------------------------ | ------------------------------------ | ------------------------------------ | ------------------------------------ | ------------------------------------ | ------------------------------------ | ------------------------------------ | ------ | ------- |
| 2022 | ART Grand Prix | BHR                                  | BHR                                  | JED                                  | JED                                  | IMO                                  | IMO                                  | CAT                                  | CAT                                  | MON                                  | MON                                  | BAK                                  | BAK                                  | SIL                                  | SIL                                  | RBR                                  | RBR                                  | LEC                                  | LEC                                  | HUN                                  | HUN                                  | SPA                                  | SPA                                  | ZAN                                  | ZAN                                  | MNZ                                  | MNZ                                  | YAS                                  | YAS                                  | 117    | 9       |
| 2022 | ART Grand Prix | 13                                   | NU                                   | 12                                   | 18                                   | 10                                   | 6                                    | 7                                    | 3                                    | 11                                   | 14                                   | 1                                    | 7                                    | 6                                    | 5                                    | 12                                   | 14                                   | 5                                    | 3                                    | 5                                    | 4                                    | 15                                   | 11                                   | 11                                   | 15                                   | 2                                    | 2                                    | 11                                   | 11                                   | 117    | 9       |
| 2023 | Prema Racing   | BHR                                  | BHR                                  | JED                                  | JED                                  | MEL                                  | MEL                                  | BAK                                  | BAK                                  | MON                                  | MON                                  | CAT                                  | CAT                                  | RBR                                  | RBR                                  | SIL                                  | SIL                                  | HUN                                  | HUN                                  | SPA                                  | SPA                                  | ZAN                                  | ZAN                                  | MNZ                                  | MNZ                                  | YAS                                  | YAS                                  |                                      |                                      | 192    | 2       |
| 2023 | Prema Racing   | 17                                   | NU                                   | 6                                    | 1                                    | 8                                    | 4                                    | 2                                    | 4                                    | 9                                    | 1                                    | 1                                    | 5                                    | 9                                    | 3                                    | 1                                    | NU                                   | 9                                    | 2                                    | 6                                    | NW                                   | 7                                    | NU                                   | 1                                    | NU                                   | 1                                    | 3                                    |                                      |                                      | 192    | 2       |